# Epamera bellina
Epamera bellina är en fjärilsart som beskrevs av Carl Plötz 1880. Epamera bellina ingår i släktet Epamera och familjen juvelvingar. Inga underarter finns listade i Catalogue of Life.